# イーサン・レアード
イーサン・ベンジャミン・レアード（Ethan Benjamin Laird, 2001年8月5日 - ）は、イングランド・ベイジングストーク出身のサッカー選手。バーミンガム・シティFC所属。ポジションはDF。

## 経歴

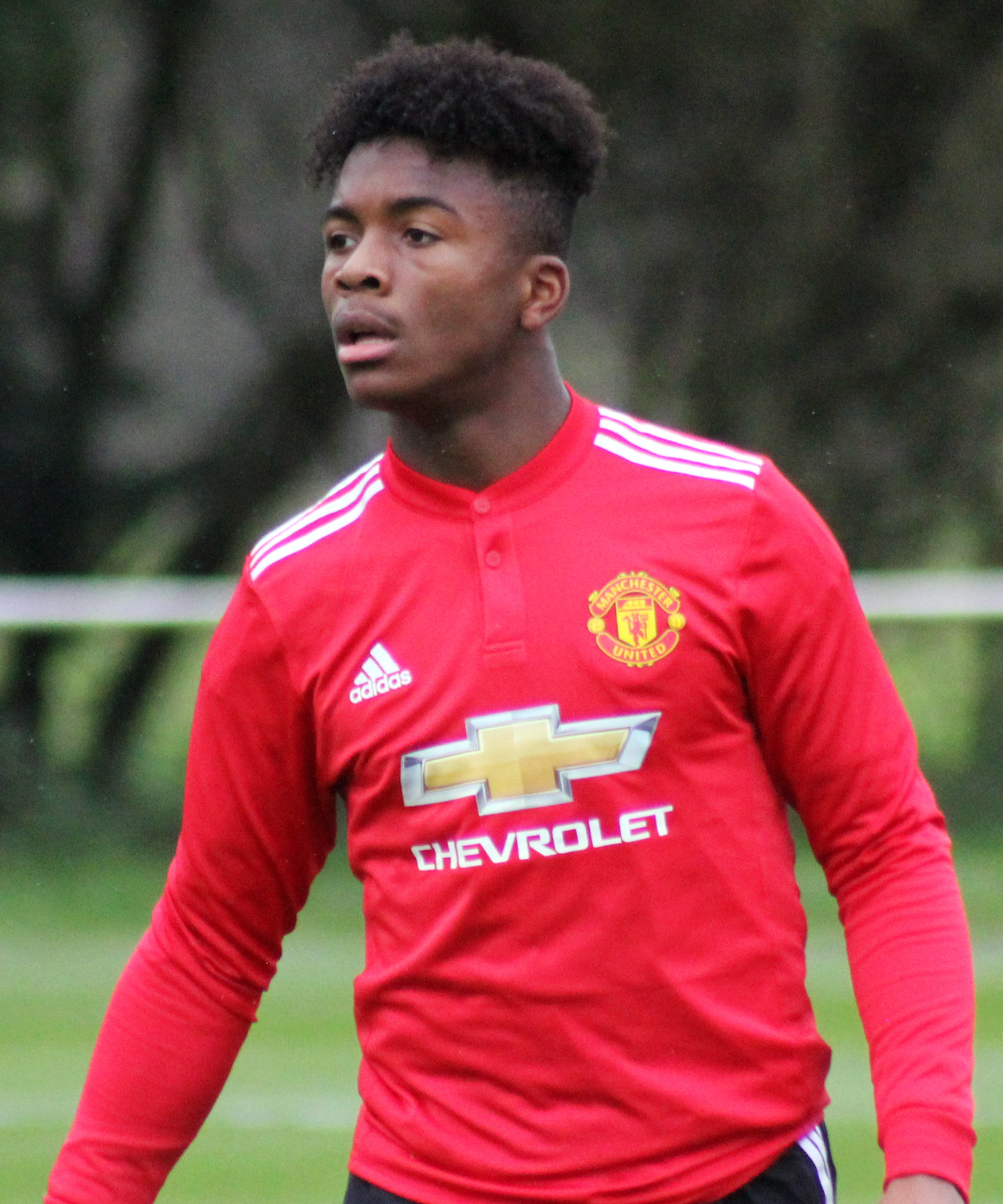
マンチェスター・ユナイテッド U-18でプレーするレアード（2017年）

マンチェスター・ユナイテッドFCのユースに所属し、2019年11月28日のFCアスタナ戦でオーレ・グンナー・スールシャール監督の元でデビューした。
2021年1月8日、ミルトン・キーンズ・ドンズFCに期限付き移籍した。
2021年8月16日、スウォンジー・シティAFCに期限付き移籍した。
2022年1月6日、AFCボーンマスに期限付き移籍した。
2022年8月15日、クイーンズ・パーク・レンジャーズFCに期限付き移籍。
2023年7月1日、バーミンガム・シティFCと3年契約を結び完全移籍。

## 人物
ジャマイカにルーツを持っている。